# Hamide Bıkçın Tosun
Hamide Bıkçın Tosun (ur. 24 stycznia 1978) – turecka zawodniczka w taekwondo, zdobywczyni brązowego medalu igrzysk olimpijskich w Sydney. Medalistka mistrzostw świata i Europy.
Podczas całej swojej kariery zdobyła 3 medale mistrzostw Europy, oraz 2 medale mistrzostw świata.

## Wyniki na igrzyskach olimpijskich
LIO 2000
| Konkurencja   | Runda pierwsza | Ćwierćfinał           | Półfinał             | Repasaże       | Repasaże                | Repasaże                  | Klas. końcowa |
| Konkurencja   | Runda pierwsza | Ćwierćfinał           | Półfinał             | Runda Pierwsza | Runda Druga             | Pojedynek o brązowy medal | Miejsce       |
| ------------- | -------------- | --------------------- | -------------------- | -------------- | ----------------------- | ------------------------- | ------------- |
| kat. do 57 kg | Wolny los W    | Hsu Chih-ling (TPE) L | Jung Jae-eun (KOR) W | Wolny los W    | Jasmin Strachan (PHL) W | Virginia Lourens (NLD) W  | 3.            |